# 邦巴尔多波利斯
邦巴爾多波利斯是位於海地西北省莫勒聖尼古拉區的一個市鎮。邦巴爾多波利斯面積196.51平方公里。根據海地官方於2015年所做的人口調查數據顯示：居住於邦巴爾多波利斯的總人口數量為36028人。